# Telosma filipes
Telosma filipes là một loài thực vật có hoa trong họ La bố ma. Loài này được (Schltr.) M.A. Rahman & Wilcock miêu tả khoa học đầu tiên năm 1990.